# Onodera Eiki
Eiki Onodera (sinh ngày 22 tháng 5 năm 1980) là một cầu thủ bóng đá người Nhật Bản.

## Sự nghiệp câu lạc bộ
Eiki Onodera đã từng chơi cho Vegalta Sendai.